# Список глав государств в 227 году до н. э.
| 228 до н. э. ← Список глав государств по годам → 226 до н. э. |

## Азия
- Анурадхапура — Сена и Гуттика, цари (237 до н. э. — 215 до н. э.)
- Аулак — Ан Зыонг-выонг, князь (257 до н. э. — 207 до н. э.)
- Вифиния — Прусий I, царь (228 до н. э. — 182 до н. э.)
- Греко-Бактрийское царство  — Диодот II, царь (ок. 235 до н. э. — ок. 225 до н. э.)
- Иберия — Саурмаг I, царь (234 до н. э. — 159 до н. э.)
- Каппадокия — Ариарат III, царь (230 до н. э. — 220 до н. э.)
- Китай (Период Сражающихся царств) : 
  - Вэй — Цзя, ван (228 до н. э. — 225 до н. э.)
  - Ци — Цзянь, ван (264 до н. э. — 221 до н. э.)
  - Цинь — Цинь Шихуанди (Ин Чжэн), ван (246 до н. э. — 221 до н. э.)
  - Чжао — Цзя (Дай-ван), ван (в области Дай) (227 до н. э. — 222 до н. э.)
  - Чу — Фучу (Сюн Фучу), ван (227 до н. э. — 223 до н. э.)
  - Янь — Си (Цзи Си), ван (255 до н. э. — 222 до н. э.)
- Корея:
  - Пуё — Хэмосу, тхандже (239 до н. э. — 195 до н. э.)
- Маурьев империя — Дашаратха, император (232 до н. э. — 224 до н. э.)
- Парфия — Аршак I, царь (ок. 247 до н. э. — ок. 217 до н. э.)
- Пергамское царство — Аттал I Сотер, царь (238 до н. э. — 197 до н. э.)
- Понтийское царство — Митридат II, царь (ок. 250 до н. э. — ок. 220 до н. э.)
- Селевкидов государство — Селевк II Каллиник, царь (246 до н. э. — 225 до н. э.)
- Софенское царство — Ксеркс, царь (228 до н. э. — 212 до н. э.)
- Япония — Корэй, тэнно (император) (290 до н. э. — 215 до н. э.)

## Африка
- Египет — Птолемей III Эвергет, царь (246 до н. э. — 222 до н. э.)
- Мероитское царство (Куш) — Аркамани II, царь (ок. 248 до н. э. — ок. 220 до н. э.)
- Нумидия —  Гала, царь Восточной Нумидии  (ок. 250 до н. э. — 207 до н. э.)

## Европа
- Афины :
  - Леохар, архонт (228 до н. э. — 227 до н. э.)
  - Феофил, архонт (227 до н. э. — 226 до н. э.)
- Ахейский союз: 
  - Аристомах, стратег (228 до н. э. — 227 до н. э.)
  - Арат Сикионский, стратег (245 до н. э. — 244 до н. э., 243 до н. э. — 242 до н. э., 241 до н. э. — 240 до н. э., 239 до н. э. — 238 до н. э., 237 до н. э. — 236 до н. э., 235 до н. э. — 234 до н. э., 233 до н. э. — 232 до н. э., 231 до н. э. — 230 до н. э., 229 до н. э. — 228 до н. э., 227 до н. э. — 226 до н. э., 225 до н. э. — 224 до н. э., 223 до н. э. — 222 до н. э., 220 до н. э. — 219 до н. э., 217 до н. э. — 216 до н. э., 215 до н. э. — 214 до н. э.)
- Боспорское царство — Левкон II, царь (ок. 240 до н. э. — ок. 220 до н. э.)
- Дарданское королевство[англ.] — Лонгар, царь[англ.] (ок. 231 до н. э. — ок. 206 до н. э.)
- Ирландия — Рудрайге мак Ситриги[англ.], верховный король (289 до н. э. — 219 до н. э.) [1]
- Македонское царство — Антигон III Досон, царь (229 до н. э. — 221 до н. э.)
- Одрисское царство (Фракия) — Рескупорид I, царь (240 до н. э. — 215 до н. э.)
- Римская республика:
  - Публий Валерий Флакк, консул (227 год до н. э.)
  - Марк Атилий Регул, консул (227 год до н. э.)
- Сиракузы:
  - Гиерон II, царь (270 до н. э./269 до н. э. — 215 до н. э.)
  - Гелон II, царь (240 до н. э. — 215 до н. э.)
- Спарта:
  - Клеомен III, царь (235 до н. э. — 221 до н. э.)
  - Архидам V, царь (228 до н. э. — 227 до н. э.)
  - Эвклид, царь (227 до н. э. — 222 до н. э.)

## Галерея
- Птолемей III Эвергет  
 246 до н.э.—222 до н.э. 
 Царь Египта
- Клеомен III  
 235 до н.э.—221 до н.э. 
 Царь Спарты
- Антигон III Досон  
 229 до н.э.—221 до н.э. 
 Царь Македонии
- Селевк II Каллиник  
 246 до н.э.—225 до н.э. 
 Царь государства Селевкидов
- Диодот II 
 235 до н.э.—225 до н.э. 
 Греко-бактрийский царь
- Аршак I  
 247 до н.э.—217 до н.э. 
 Царь Парфии
- Аттал I Сотер 
 238 до н.э.—197 до н.э. 
 Царь Пергама
- Прусий I  
 228 до н.э.—182 до н.э. 
 Царь Вифинии
- Цинь Шихуанди  
 246 до н.э.—221 до н.э. 
 Ван царства Цинь
- Гиерон II  
 270/269 до н.э.—215 до н.э.  
 Царь Сиракуз
- Ксеркс  
 228 до н.э.—212 до н.э.  
 Царь Софены
- Корэй  
 290 до н.э.—215 до н.э. 
 Император Японии